# Plutos födelsedagsskiva
Plutos födelsedagsskiva (även Plutos party) (engelska: Pluto's Party) är en amerikansk animerad kortfilm med Musse Pigg och Pluto från 1952.

## Handling
Musse Piggs hund Pluto fyller år, men när Musses brorsöner kommer på besök blir födelsedagskalaset inte så kul för Pluto; varken lekarna eller tårtätningen blir som han tänkt sig.

## Om filmen
Filmen är den 124:e Musse Pigg-kortfilmen som producerades och den första som lanserades år 1952.

### Svenska utgivningar
Filmen hade svensk den 3 december 1954 och visades på Sture-Teatern i Stockholm och ingick i kortfilmsprogrammet Kalle Ankas glada varieté tillsammans med sju kortfilmer till; Kalle Ankas björnäventyr, Kalle Anka och samvetet, Fyrbenta eskimåer (ej Disney), Jan Långben dansar, Kalle Ankas nye granne, Kalle Anka och Jumbo och I jultomtens verkstad.
Filmen har givits ut på VHS och DVD finns dubbad till svenska.

## Rollista
- James MacDonald – Musse Pigg
- Pinto Colvig – Pluto
- Ruth Clifford – musungar[10][11]